# 希臘十二月事件
希臘十二月衝突、德克姆夫里亞納（希臘語：Δεκεμβριανά，十二月事件），是指二戰期間1944年12月3日至1945年1月11日雅典的一系列衝突。
這場衝突是左右翼數月緊張關係的結果。
一方是民族解放阵线某些武裝、駐紮在雅典的希腊人民解放军、希臘共產黨和保護人民鬥爭組織；一方是喬治·帕潘德里歐政府民族團結某些部分、中東希臘武裝部隊、希臘憲兵隊、城市警察、組織X、英國陸軍。
儘管左右翼之間關係緊張，1944年5月的黎巴嫩會議大致同意所有派別都將參加國民團結政府。

## 進一步閱讀
- Hassiotis, Loukianos. . Journal of Modern Greek Studies. 2015, 33 (2): 269–291  [2024-03-24]. S2CID 147536519. doi:10.1353/mgs.2015.0032. （原始内容存档于2024-07-26） –Project MUSE.
- Dimitri Asteriou, "Revolution and Counter Revolution in Greece, The events of December 1944 and what led up to them", La Verite, no 12/619, February 1995.

Template:World War II
Template:Cold War
Template:Authority control
Category:希腊内战
Category:1944年希腊

Category:1944年冲突
Category:1945年冲突
.
Category:1944年12月